# خصوصی‌سازی در روسیه

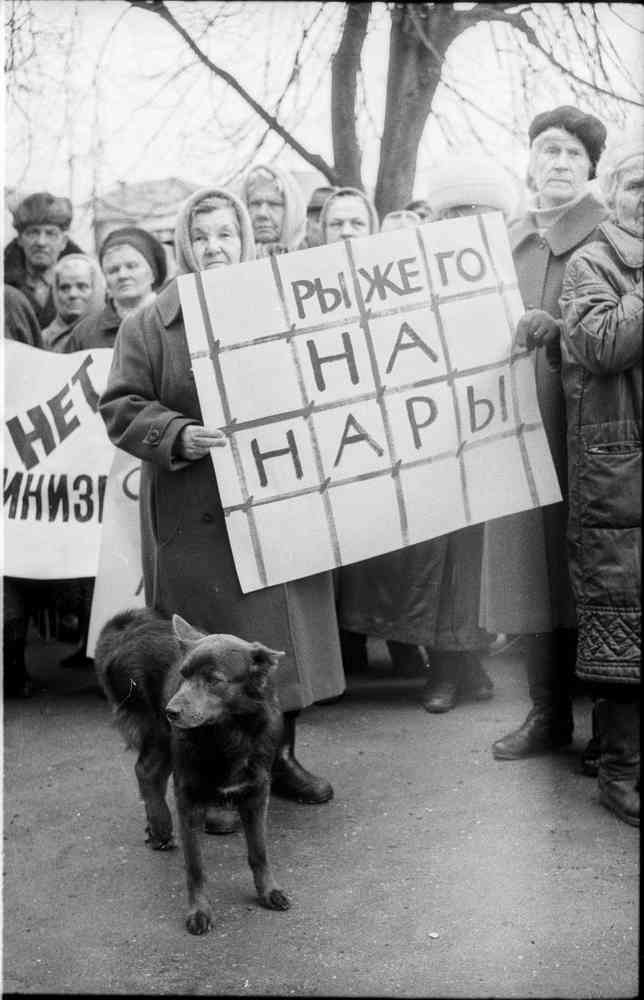
روس‌ها به اعتراض در برابر رکود اقتصادی ناشی از اصلاحات با تابلویی که می‌گفت: "مو قرمز باید در زندان باشد!"، ۱۹۹۸.

خصوصی‌سازی در روسیه (انگلیسی: Privatization in Russia) مجموعه ای از اصلاحات پس از اتحاد جماهیر شوروی را توصیف می‌کند که منجر به خصوصی‌سازی گسترده دارایی‌های دولتی روسیه به ویژه در بخشهای صنعتی، انرژی و مالی می‌شود. بیشتر خصوصی‌سازی در اوایل و اواسط دهه ۱۹۹۰ تحت مدیریت بوریس یلتسین صورت گرفت که پس از انحلال اتحاد جماهیر شوروی ریاست جمهوری را بر عهده گرفت.
مالکیت خصوصی بنگاه‌ها و املاک اساساً در تمام دوران اتحاد جماهیر شوروی غیرقانونی بود، کمونیسم شوروی بر کنترل ملی بر همه ابزارهای تولید، به جز نیروی انسانی تأکید داشت. تحت اتحاد جماهیر شوروی، تعداد شرکتهای دولتی ۴۵۰۰۰ شرکت تخمین زده شد.
در سالهای آخر اتحاد جماهیر شوروی، میخائیل گورباچف محدودیت‌های مالکیت خصوصی را کاهش داد و اصلاحات اولیه در بازار را انجام داد. خصوصی‌سازی روسیه را از اقتصاد برنامه‌ریزی شده شوروی به سمت اقتصاد بازار سوق داد و منجر به افزایش چشمگیر سطح نابرابری اقتصادی و سقوط تولید ناخالص داخلی و تولید صنعتی شد.
خصوصی‌سازی، انتقال ثروت قابل توجه به گروه نسبتاً کمی از الیگارشی‌های تجاری و روس‌های جدید، به ویژه مدیران گاز طبیعی و نفت را تسهیل کرد. این انتقال اقتصادی به عنوان کاتاسترویکا (ترکیبی از فاجعه و اصطلاح پرسترویکا) و به عنوان «فاجعه بارترین سقوط اقتصادی یک کشور صنعتی در تاریخ صلح» توصیف شده‌است.